# Abraliopsis affinis
Abraliopsis affinis är en bläckfiskart som först beskrevs av Georg Johann Pfeffer 1912.
Abraliopsis affinis ingår i släktet Abraliopsis och familjen Enoploteuthidae. Inga underarter finns listade i Catalogue of Life.